# Orlando finto pazzo
Orlando finto pazzo (RV 727) è un dramma per musica in tre atti del compositore Antonio Vivaldi su libretto del giurista Grazio Braccioli, (1682-1752) tratto dall'Orlando innamorato del Boiardo.

## Vicenda storica
Prima opera del Prete Rosso per Venezia e seconda dopo il debutto vicentino con l'Ottone in villa, ebbe la sua prima al Teatro Sant'Angelo di Venezia durante il novembre del 1714. Probabilmente il lavoro non ebbe successo e per salvare la stagione Vivaldi dovette riprendere in fretta e furia l'Orlando furioso di Giovanni Alberto Ristori, dramma che lui e suo padre avevano trionfalmente messo in scena l'anno precedente nel quadro della loro gestione impresariale del Sant'Angelo. L'opera fu convenientemente rielaborata con musiche vivaldiane in gran parte provenienti (ma non solo) dallo sfortunato Orlando finto pazzo.
La prima esecuzione scenica in epoca moderna è avvenuta presso il teatro del castello di Mnichovo Hradiště in Boemia nel 2000.

## Personaggi e interpreti
| Personaggio | Tipologia vocale   | Interpreti della prima                   |
| ----------- | ------------------ | ---------------------------------------- |
| Orlando     | basso              | Anton Francesco Carli                    |
| Ersilla     | soprano            | Margherita Gualandi, detta "la Campioli" |
| Origille    | contralto          | Anna Maria Fabbri                        |
| Tigrinda    | soprano            | Elisabetta Denzio                        |
| Argillano   | contralto castrato | Andrea Pacini                            |
| Grifone     | soprano castrato   | Francesco Natali                         |
| Brandimarte | soprano castrato   | Andrea Guerri                            |

## Discografia
- Antonio Abete, basso (Orlando); Gemma Bertagnolli, soprano (Ersilla); Marina Comparato, mezzosoprano (Tigrinda); Manuela Custer, mezzosoprano (Argillano); Sonia Prina, contralto (Origille); Martin Oro, controtenore (Grifone); Marianna Pizzolato, mezzosoprano (Brandimarte); Coro del Teatro Regio di Torino e Orchestra Academia Montis Regalis; direttore Alessandro De Marchi (2003, Naïve OP30392 «Tesori del Piemonte, Vol. XXI»)